# Пермяковское сельское поселение (Кемеровская область)
Пермяко́вское се́льское поселе́ние — упразднённое муниципальное образование в составе Беловского района Кемеровской области. Административный центр — село Пермяки.
С 1 июня 2021 года упразднено в связи с преобразованием муниципального района в муниципальный округ.

## История
Пермяковское сельское поселение образовано 17 декабря 2004 года в соответствии с Законом Кемеровской области № 104-ОЗ.

## Население
| 2010  | 2011  | 2012  | 2013  | 2014  | 2015  | 2016  |
| ----- | ----- | ----- | ----- | ----- | ----- | ----- |
| 2223  | ↘2222 | ↘2193 | ↘2177 | ↘2166 | ↘2125 | ↘2084 |
| 2017  | 2018  | 2019  | 2020  | 2021  |       |       |
| ↘2027 | ↘1956 | ↘1917 | ↘1868 | ↘1816 |       |       |

## Состав сельского поселения
| № | Населённый пункт | Тип населённого пункта       | Население |
| - | ---------------- | ---------------------------- | --------- |
| 1 | Каралда          | деревня                      | 522       |
| 2 | Новохудяково     | село                         | 147       |
| 3 | Пермяки          | село, административный центр | 1553      |
| 4 | Чигирь           | деревня                      | 1         |